# 芋がら縄
芋がら縄（いもがらなわ）は、鎌倉時代から戦国時代末期にかけての野戦食のひとつ。
芋の茎（芋茎、芋がら、ずいき）を帯のように長く編み、味噌で煮しめて作る。芋がらも味噌も普通の食材であるため、これ単体でも携帯食として運用が可能となる。
通常時は、荷物として兵士が腰に巻きつけて所持するか、荷物を縛る縄として用いて、必要な時にちぎって使用する。実際に喫食する場合、兵士はこれを必要な長さ分、ちぎって鍋(多くは逆さまに吊るした陣笠であったという)へ投入する。その後、鍋に水を入れ、下から火で加熱する。これにより染み込んでいた味噌がとけ出し、煮込まれることで芋がらもやわらかくなり、味噌汁が完成する。
現代でも芋茎は味噌汁の具として用いられ、納豆汁に芋がらを入れることもある。